# 打牲乌拉总管衙门
打牲乌拉总管衙门，简称“打牲乌拉”（转写：buthai ula），是清政府在今吉林省境内设置负责采集贡品的特殊机构。顺治十四年（1657年），清政府派遣官员迈图担任打牲乌拉总管，并在松花江周边地区内设置管辖区和禁区，打牲乌拉总管衙门开始运作。光绪三十二年（1906年），打牲乌拉总管衙门改称“打牲乌拉翼领署”，宣统二年（1910年）改立“打牲乌拉旗务承办处”。1914年9月，打牲乌拉被裁撤，相关机构亦停止运作。

## 历史
初为乌拉部（乌拉国）领地。1613年，乌拉城之战，努尔哈赤灭乌拉国。之后，努尔哈赤在大乌拉城（在吉林市龙潭区乌拉街满族镇）设置了“打牲乌拉总管署”。顺治十四年（1657年），改称“打牲乌拉总管衙门”，成为清王朝贡品基地。初时隶属于内务府，由朝廷直辖。康熙年间，改由朝廷与宁古塔将军（后为吉林将军）共同协理。打牲乌拉总管最初被定为六品，顺治十八年（1661年）升格为四品，康熙三十七年（1698年）定为正三品。
打牲乌拉总管辖区“南至松花江上游、长白山阴（今吉林省通化、白山、延边地区）；北至三姓（今黑龙江省依兰县）、黑龙江、瑷珲；东至宁古塔（今黑龙江省宁安县）、珲春、牡丹江流域。”辖区内有22处采贡山场和64处采珠河口，贡品多达三千余种。专门采捕东珠、蜂蜜、鲟鳇、松子等。早期贡品中还有人参和貂皮，直到乾隆年间将这两项贡品免去。

## 驻地、人员
总管衙门设在乌拉街城里十字街东面路北，依照当时吉林副都统衙门的式样建造。有大门三间、仪门一座、川堂三间、大堂五间。衙门里有品秩的官员有69员，其中总管（三品）一员，翼领（即辅堂，四品）两员，按照旗人习俗分左右两翼，辅助总管署理衙门事务。五品翼领共四员，分管采珠和捕鱼等业务。每翼分四旗，每旗设骁骑校一员，计十六员。领催以下的官兵4276名。其中领催28名，珠轩头目111名，铺副138名，打牲丁3993名。

## 历任打牲乌拉总管
一般认为从首任总管迈图起到末代总管乌音保止，一共三十四任（包括兼理、代理），31名人选。或有不同观点。

## 撤废
一般观点认为，打牲乌拉总管衙门自顺治十四年（1657年），至宣统三年（1911年）清帝逊位结束。先后持续了264年。
进一步的研究指出，光绪三十二年八月二十五日（1906年10月12日）开始，打牲乌拉总管衙门裁撤总管，改为四品翼领，故总管衙门改称打牲乌拉翼领署。宣统元年（1909年），乌拉翼领拟请合并翼协两署，设立旗务承办处。宣统二年（1910年）八月，已成立打牲乌拉旗务承办处，负责人职位为提调。清帝逊位后，贡品停办。相关机构于民国三年（1914年）9月，“因贡品已停，捕丁无用，应一应律裁。此外，如主事、仓官、各项笔帖式、驿站、领催已无差可充，应全数停发俸饷”。至此，打牲乌拉的历史正式结束。